# 京成電鐵

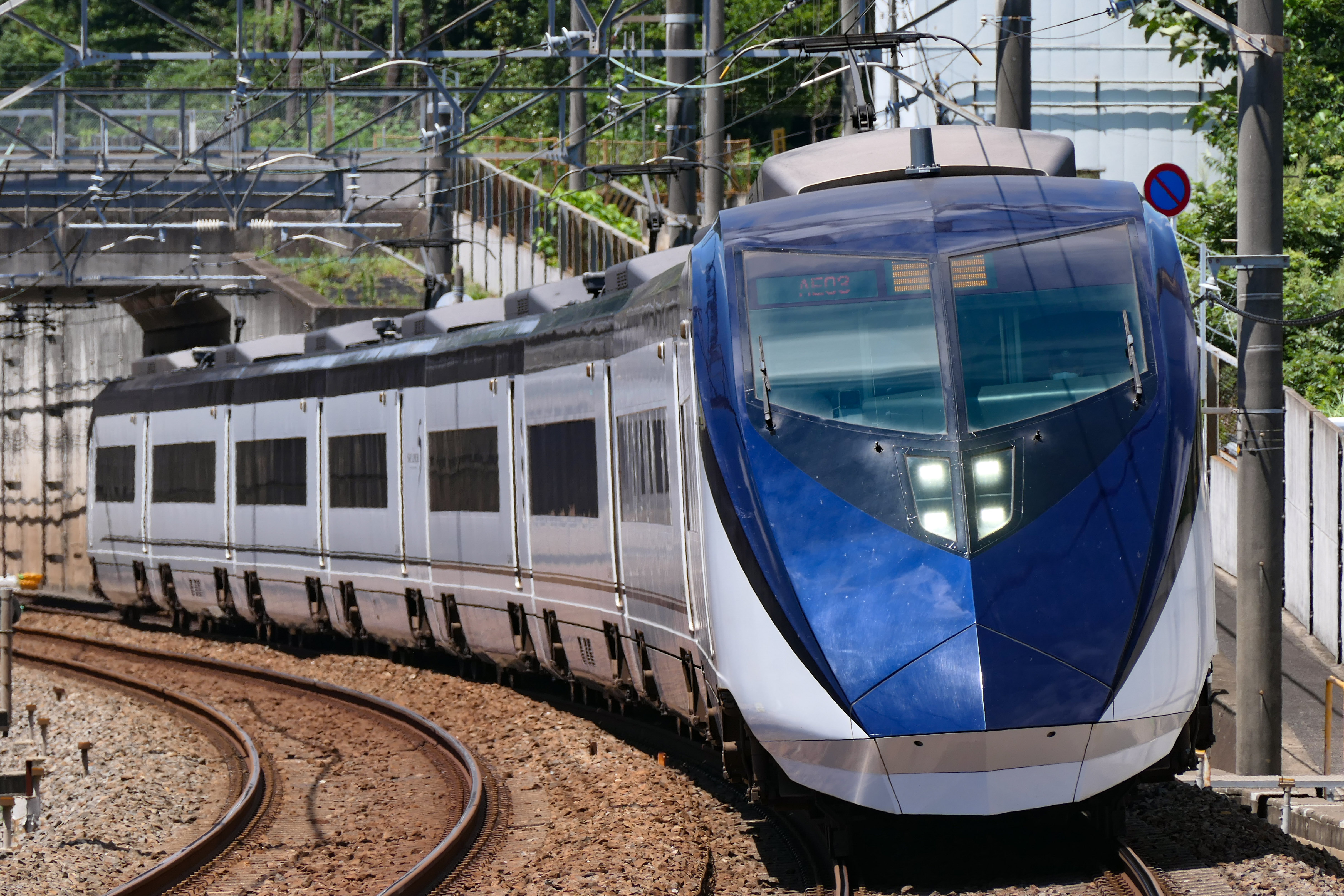
來往東京市區與成田機場的Skyliner

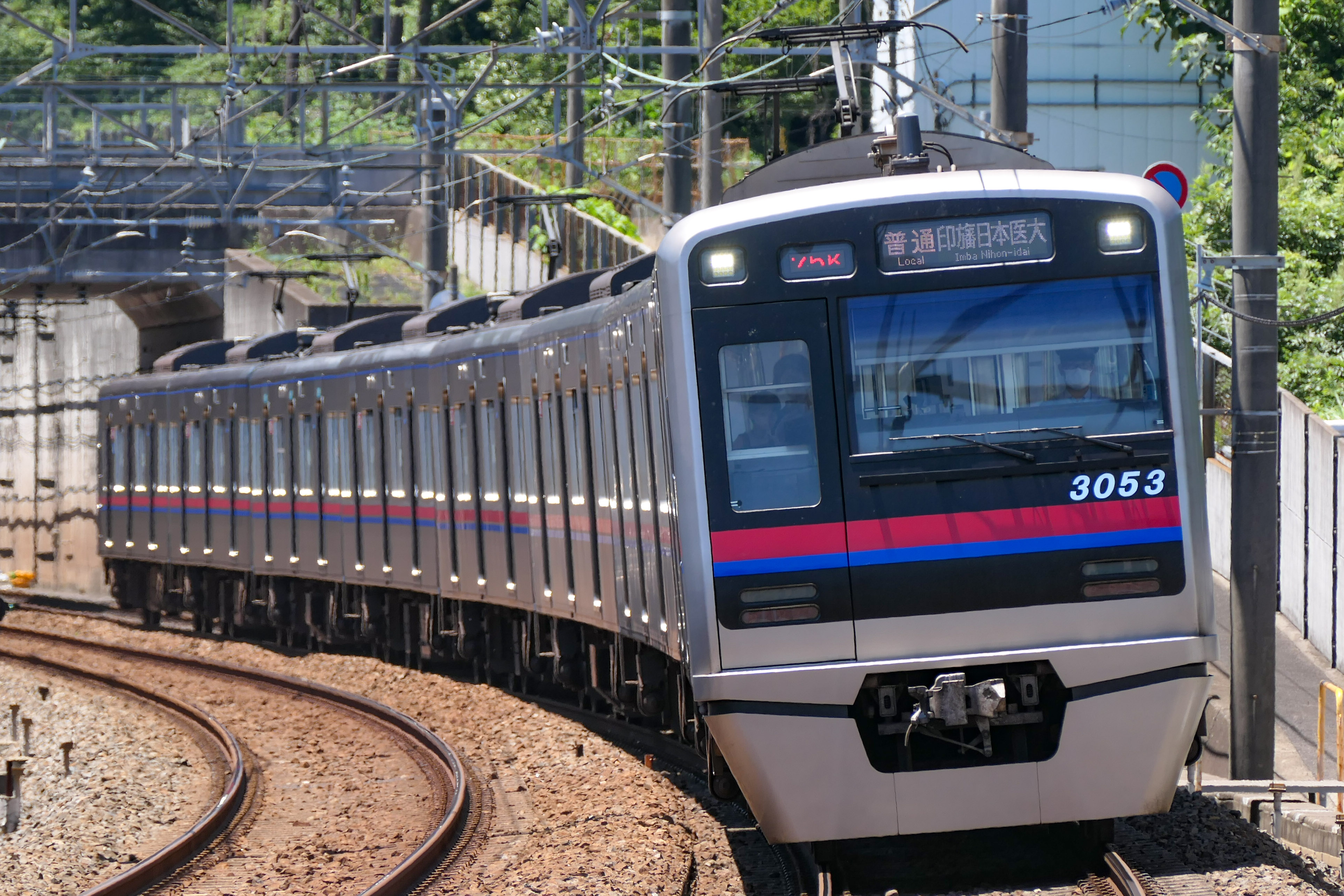
京成3000型電聯車

京成電鐵（日语：／ Keisei Dentetsu */?，東證1部：9009），簡稱京成，是一家日本民營鐵路公司，名稱係由東京的「京」字與成田的「成」字組合而成。其旗下路線連接東京市區與千葉縣的成田、船橋、習志野、八千代及佐倉市等首都圈近郊地區；亦營運來往成田機場的「Skyliner」快速列車服務，從東京市區的京成上野及日暮里兩站來往成田國際機場。

## 概述
公司主營業務為鐵路行業，同時也在開展房地產業務。它也是京成巴士、東京灣城市交通、北總鐵道、新京成電鐵、關東鐵道、千葉新市鎮鐵道等運營鐵路，巴士及出租汽車服務的母公司，同時亦是東京迪士尼樂園的營運公司Oriental Land的主要股東。京成電鐵是東京證券交易所第1部上市企業，總部位於千葉縣市川市。
企業口號為「想把各種各樣的笑容連接在一起/いろんな笑顔を結びたい」

## 公司徽章和集團標誌

初代公司徽章
二代公司徽章（目前使用）
集團logo
新京成徽章

## 歷史
最早的日本鐵路路線與開發運輸客源之一，是連結各地知名神社、寺廟，以參拜客作為主要客群。江戶時代，成田山新勝寺是當時江戶周邊百姓的主要信仰寺廟之一，且是。在明治30年（1897）從總武鐵道的佐倉站開闢了成田鐵道，並獲得穩定的搭乘客群。明治33年（1900），日本政府觀察到電化鐵路之趨勢，當年通過了私營鐵道法，並釋出在東京到成田之間建置電化鐵路特許資格。
這條鐵路線雖然各方皆有興趣，但是因為日俄戰爭導致民間投資景氣不振，使得初期集資困難。直到1909年6月30日，京成電氣軌道公司才正式創設，至1911年11月9日，才募得足夠資金啟動鐵路建設，第一期工程起點為押上，經市川至曲金，終點為柴又站，1912年11月3日開始營運。正式營運前，京成電鐵收購了帝勢人車軌道公司，該公司當時鋪設了從柴又到金町的臺車軌道，因此在營業初期，京成電鐵同時營運有普通電車與輕便軌道的臺車，營運路線僅只在東京都東部墨田區到葛飾區一帶。
隨著營收穩定提升，京成電鐵在1913年完成柴又到金町的鐵路改建，在1914年9月1日開闢路線從江戶川站跨河東拓至市川真間車站，將營運區段開闢進千葉線內；1915年11月3日，市川真間站至京成中山車站通車；1916年12月18日，京成中山站至京成船橋車站通車；1921年7月17日，京成船橋至千葉中央車站通車，至此京成電氣軌道公司開通了從東京都到千葉縣主要城市的鐵運線，且受益於電化鐵路的車速較佳，在載客運量上受到當地居民的喜愛。
1925年10月，從千葉鐵路線北延至成田的鐵路開工。京成電氣軌道公司原先的計畫是收購成宗電鐵，將鐵路直接開闢到新勝寺門前，但是受到當地工商業者的反彈，最後併購計畫失敗，至成田的終點僅開闢到京成成田站，並在1930年4月25日通車。
京成電氣軌道公司在完成最初特許的路段後，放眼將東京都的總站從押上再朝更接近東京都心的地區移動，最初計畫連接到淺草，並和東武鐵道競爭開闢特許資格。但是競標途中遭揭發有行賄東京市議員的嫌疑，最後在公司社長與專務被扣押的情況下被迫終止該計畫。之後，京成電氣軌道公司轉向併購獲得筑波市至東京日暮里町築線特許的筑波高速度電氣軌道公司，該併購案在1930年通過，兩間公司在1930年10月21日正式合併，合併後京成電鐵修築從青砥車站西進至荒川區的日暮里車站，該線在1931年12月19日通車；之後公司在獲得延伸至上野的特許，在1933年12月10日從日暮里至上野公園的鐵路開通。
第二次世界大戰期間，京成電氣軌道公司受海軍省與鐵道省命令，派遣團隊至印尼西里伯斯島建築鐵路，但僅建築一小段後便因戰況惡化導致的物資運輸中斷而終止修路計畫。此外，二戰中因東京遭到同盟國猛烈轟炸，因此日暮里到上野的車站被日軍徵用作為地下防空設施運用，因此戰爭末期京成的東京段有部分暫停營運。另外在1945年6月25日，公司更名為京成電鐵公司，此一名稱延用至今。
二戰後
京成電鐵在1950年8月獲得了押上至千代田區有樂町的築線特許，但是在當時的東京都，除了私人鐵路公司相互競爭外，公營的帝都高速度交通營團也有自己的盤算，在日本運輸省介入指導下，日本東京都的地下鐵線路被要求要能各線互通，因此通到有樂町的鐵路需要整合京濱急行電鐵、都營地下鐵淺草線，這對使用1,372公厘馬車軌距的京成電鐵來說，便是一個大問題。在東京都整合下，京成電鐵受指示將公司營運列車軌距統一擴大為1,435毫米標準軌規格。這個工程在1959年10月9日至11月30日完成。1960年12月4日，與都營淺草線開始相互直通運行，是日本首次與公營地下鐵直通運行安排。
1973年12月30日，Skyliner運行開始，1978年5月21日成田空港站（現為東成田站）開業，提供來往成田國際機場的服務。1991年3月19日，現有位於地底，較接近成田機場第一客運大廈的成田機場站開業。
2023年10月31日，京成電鐵宣布將於2025年4月1日收購新京成電鐵進行合併，並於2024年6月獲得國土交通大臣的核准。而合併後新京成線會改稱為松戶線

## 路線列表

路線圖

| 記號 | 中文線名   | 日文線名 | 起點               | 終點               | 距離（公里） |
| ---- | ---------- | -------- | ------------------ | ------------------ | ------------ |
| KS   | 本線       |          | 京成上野（KS01）   | 成田機場（KS42）   | 69.3         |
| KS   | 東成田線   |          | 京成成田（KS40）   | 東成田（KS44）     | 7.1          |
| KS   | 押上線     |          | 青砥（KS09）       | 押上（KS45）       | 5.7          |
| KS   | 金町線     |          | 京成高砂（KS10）   | 京成金町（KS51）   | 2.5          |
| KS   | 千葉線     |          | 京成津田沼（KS26） | 千葉中央（KS60）   | 12.9         |
| KS   | 千原線     |          | 千葉中央（KS60）   | 千原台（KS65）     | 10.9         |
| KS   | 松戶線     |          | 松戶（KS88）       | 京成津田沼（KS26） | 26.5         |
| KS   | 成田機場線 |          | 京成高砂（KS10）   | 成田機場（KS42）   | 51.4         |

## 車輛
由於進入都營淺草線的班次頗多，因此自初代3000系開始全部車輛均符合「地下鐵乘入規格」（地下鉄乗り入れ規格）。亦因為京濱急行電鐵限制所有在京急線行走的車輛的車頭必須為電動車卡，所以自1990年生產的3700系起所有車輛的車頭均為電動車卡，而未符合規格的車輛如3500系都在更新時將車頭改造。未更新車因為新車款引入而逐步退役。
2024年5月20日，京成電鐵宣布將引入新型電車第2代京成3200型電聯車，並於2025年2月22日先行在京成本線上開始運轉。2025年5月21日，京成電鐵宣布，將在2028年度於押上站至成田機場站間的區段引進新型的付費特急列車。

### 現役車輛
- 收費特急專用車輛
  - AE型（2代） - 第3代Skyliner用車輛。2009年度起至2010年度製造的8節8編組。車輛由山本寬齋設計。京成自1600型更新車以來均以鋁合金製車身。成田空港線（成田Sky Access）於2010年7月17日通車時開始用於「Skyliner」、「Morning Liner」、「Evening Liner」。
- 一般列車用
  - 3000型（2代） - 京成集團標準車輛。可直通京急線和以8節編組對應成田Sky Access。
    - 1次車3001編組、8 - 10次車3026 - 3030編組、12次車3033 - 3035編組、13次車3036 - 3038編組和14次車3041 - 3042編組 - 8節編組
    - 1次車3002編組 - 6次車3025編組、11次車3031 - 3032編組 - 6節編組（可直通京急線但未用於同線定期列車）。
    - 7次車 （3050型〈2代〉） - 2010年起依次引入成田Sky Access用車輛[14]。

  - 3100型（2代） - 可直通京急線和對應成田Sky Access。
  - 3200型（2代）（日语：京成3200形電車 (2代)） - 2025年2月開始運轉
  - 3700型 - 主力車輛。3編組被北總鐵道租賃。可直通京急線及對應成田Sky Access。6次車只限6節編組，其餘為8節編組。3編組被北總鐵道、1編組被千葉新市鎮鐵道租賃。
  - 3600型 - 不可直通京急線亦不對應成田Sky Access。1編組為VVVF變頻器控制化改造車（可直通京急線但未用於定期列車）。
  - 3500型（日语：京成3500形電車） - 混合更新車與未更新車。
    - 更新車 - 可直通京急線（已退出直通班次）但不對應成田Sky Access。1編組被芝山鐵道租賃。
    - 未更新車 - 不可直通京急線、不對應成田Sky Access。正在廢車。

  - 3400型 - AE形（初代）的機器流用車。可直通京急線但不對應成田Sky Access。    - AE型（2代）
    - 3100型（2代）
    - 3000型（2代）
    - 3700型
    - 3600型
    - 3500型
    - 3400型

### 已退役車輛

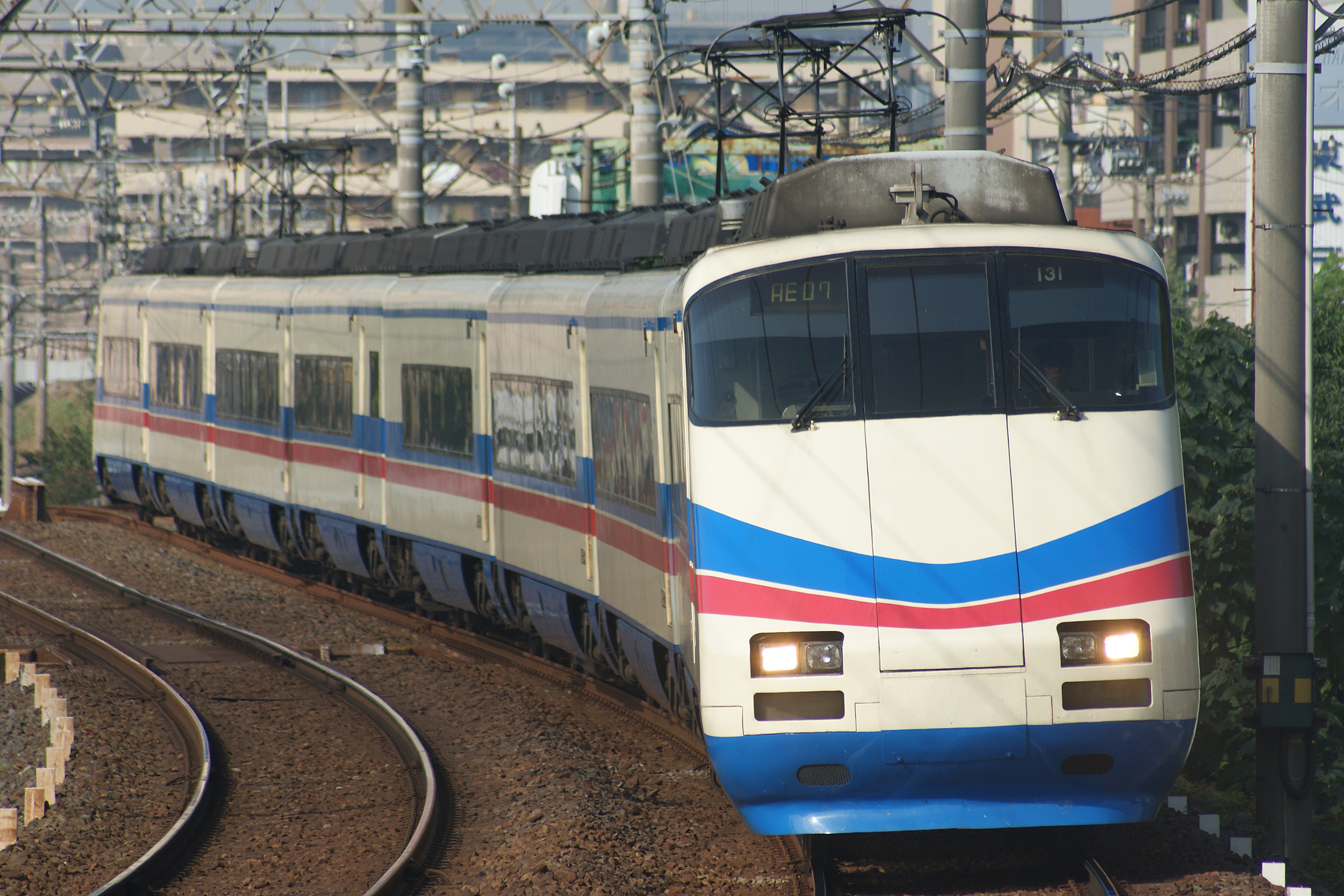
AE100型

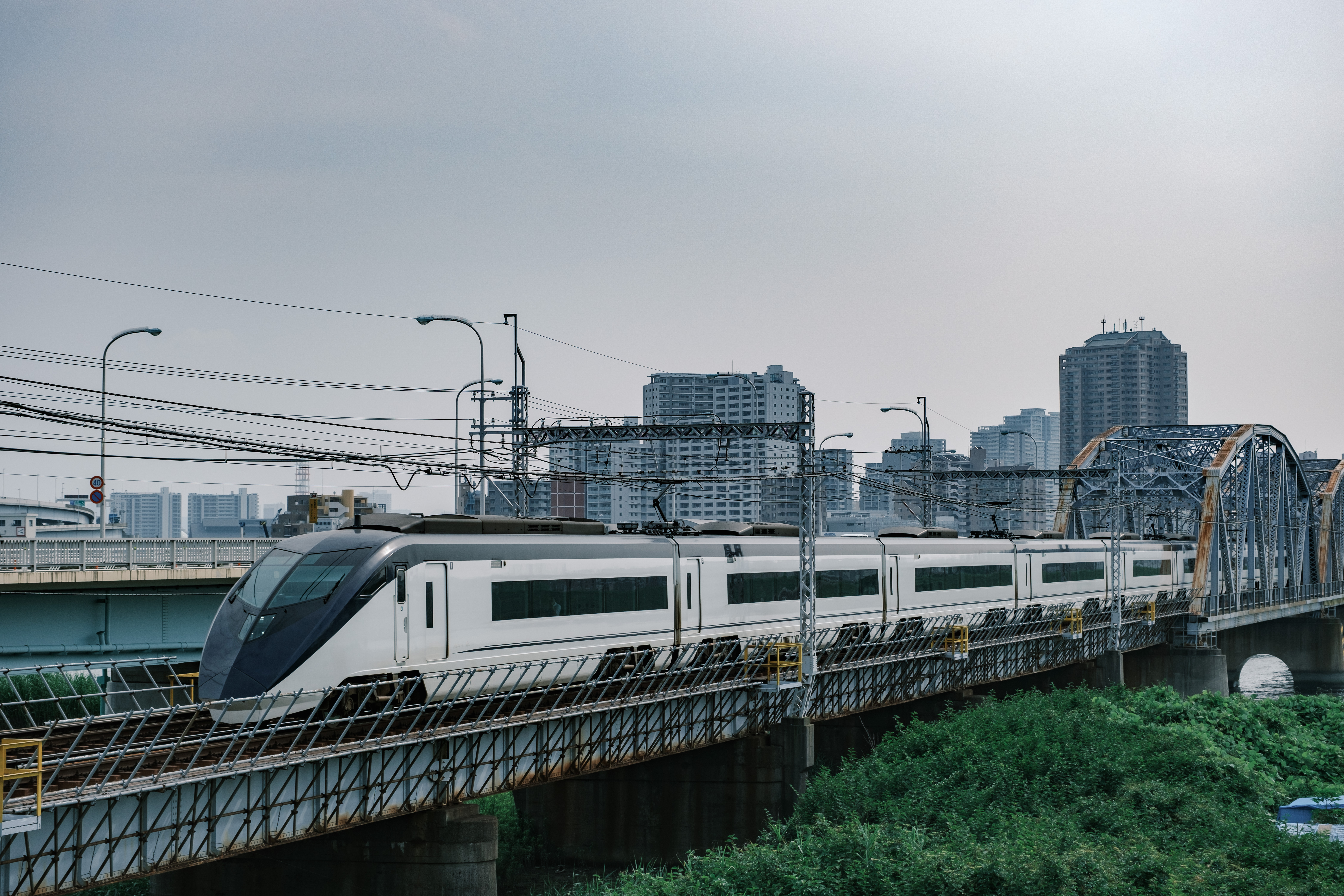
AE型（初代）（日语：京成AE形電車 (初代)） - 京成本線Skyliner專用車。
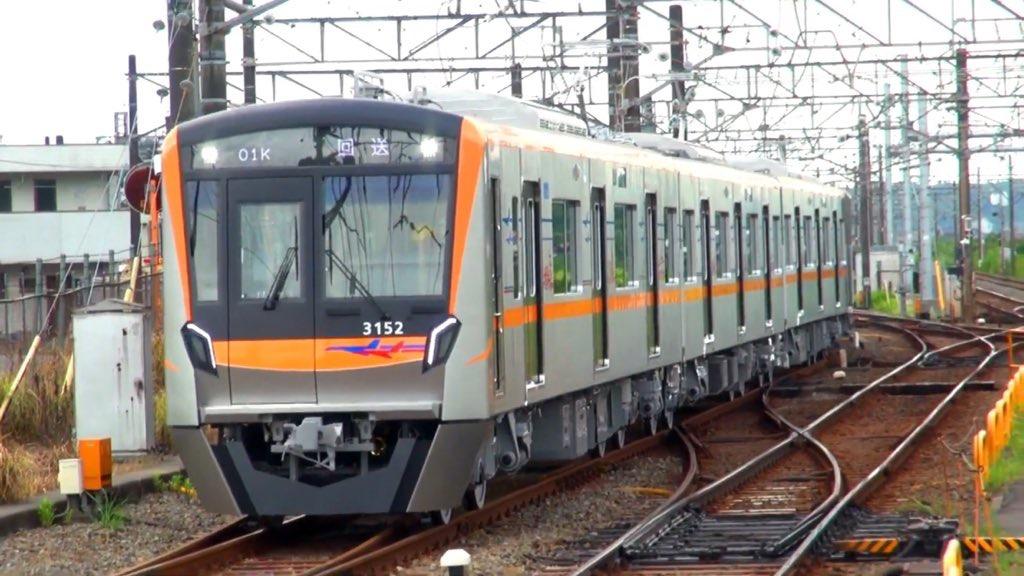
3100型（2代）
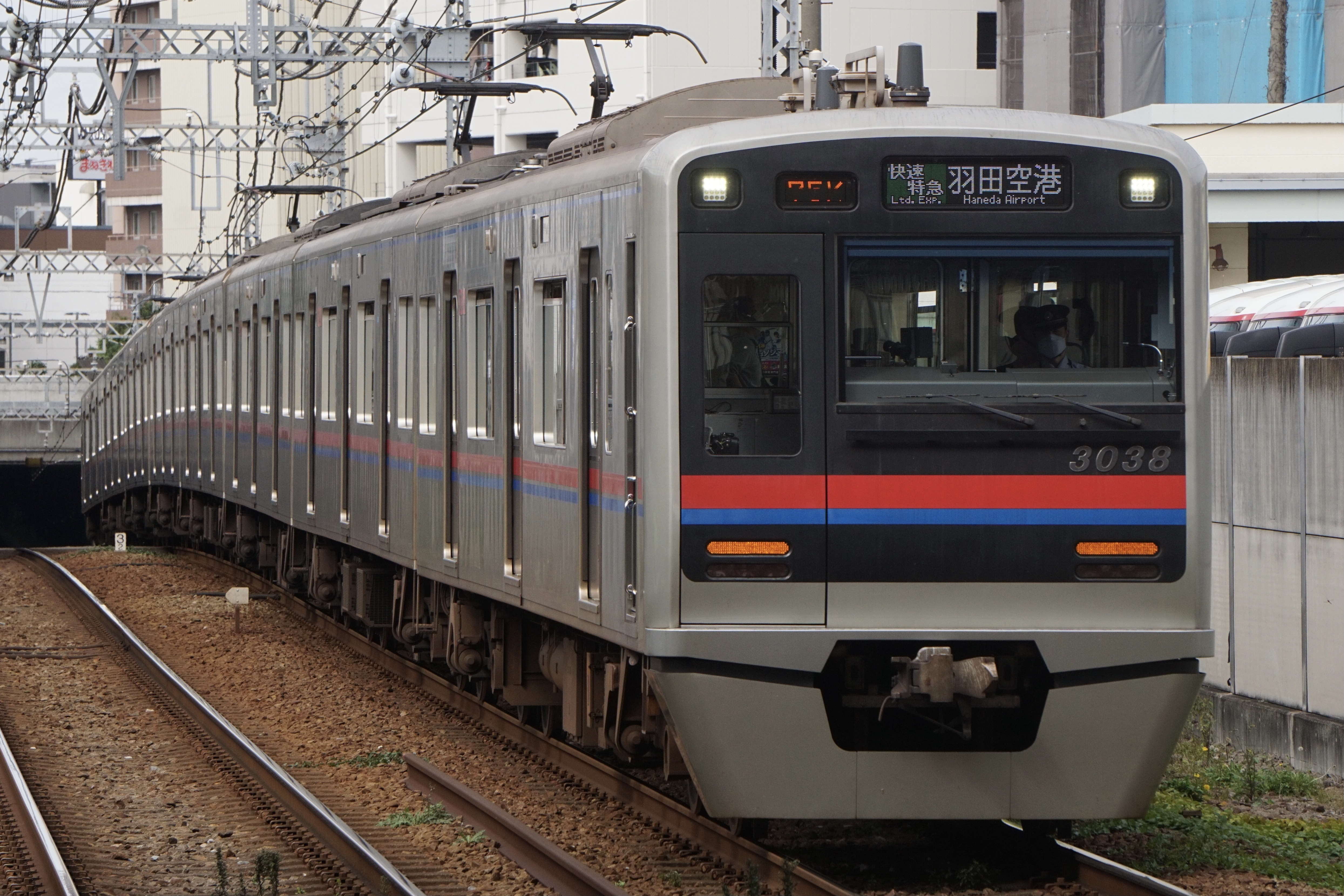
3000型（2代）
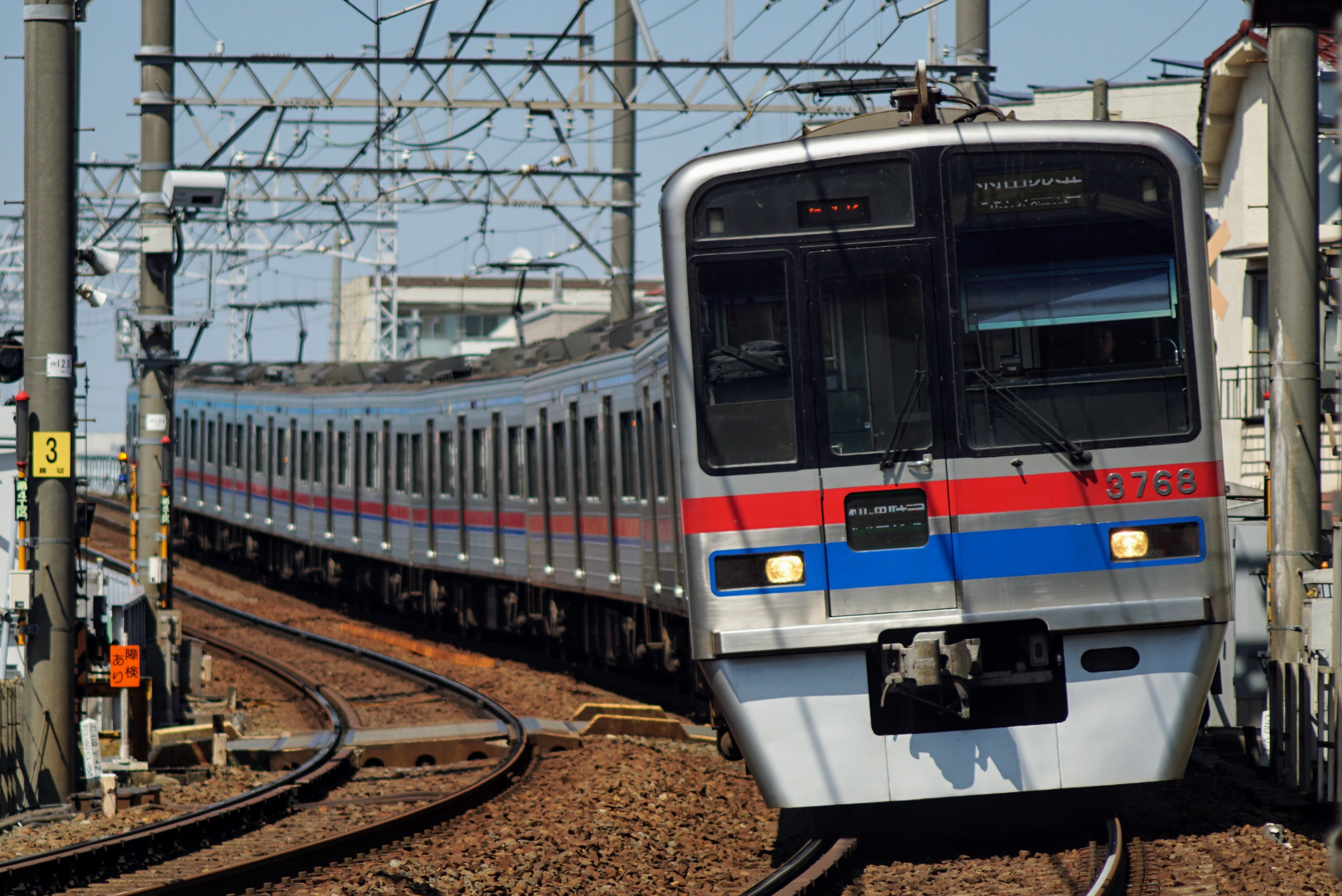
3700型
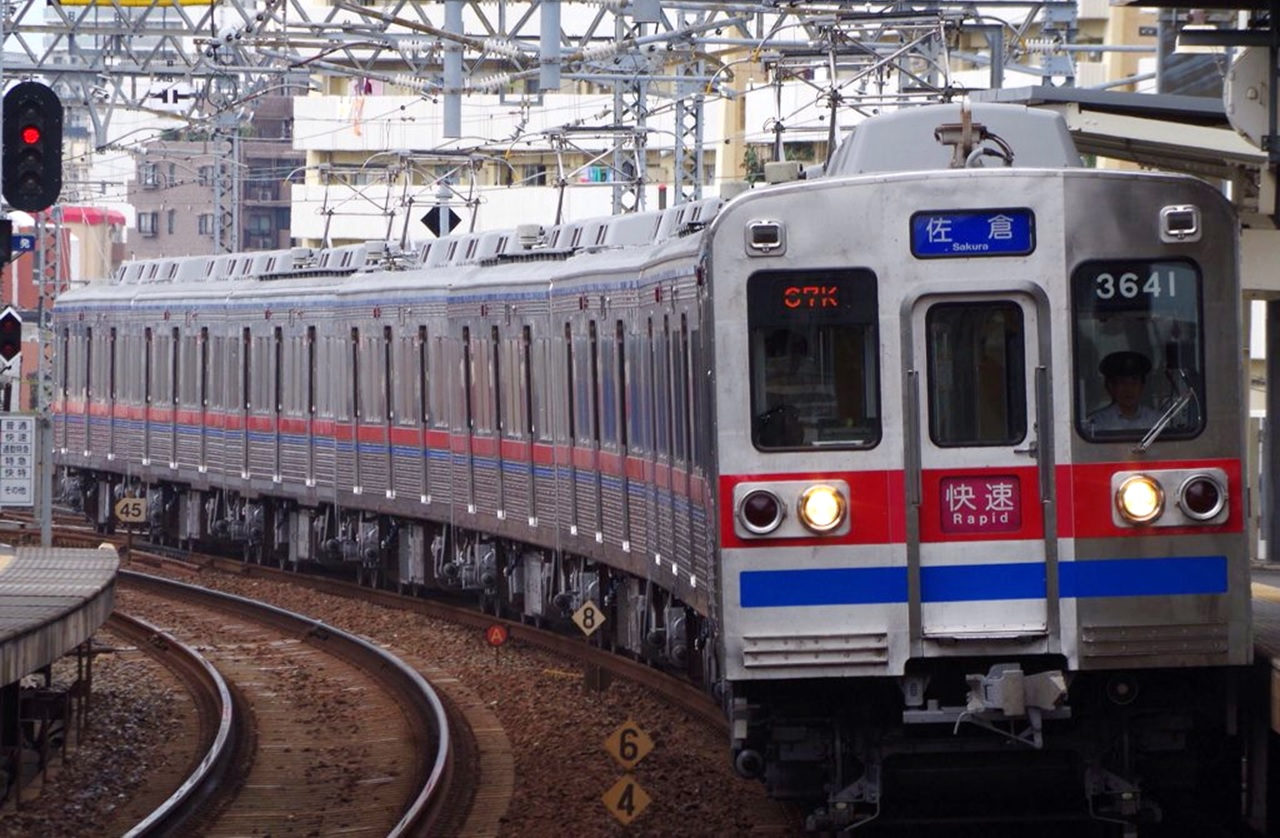
3600型
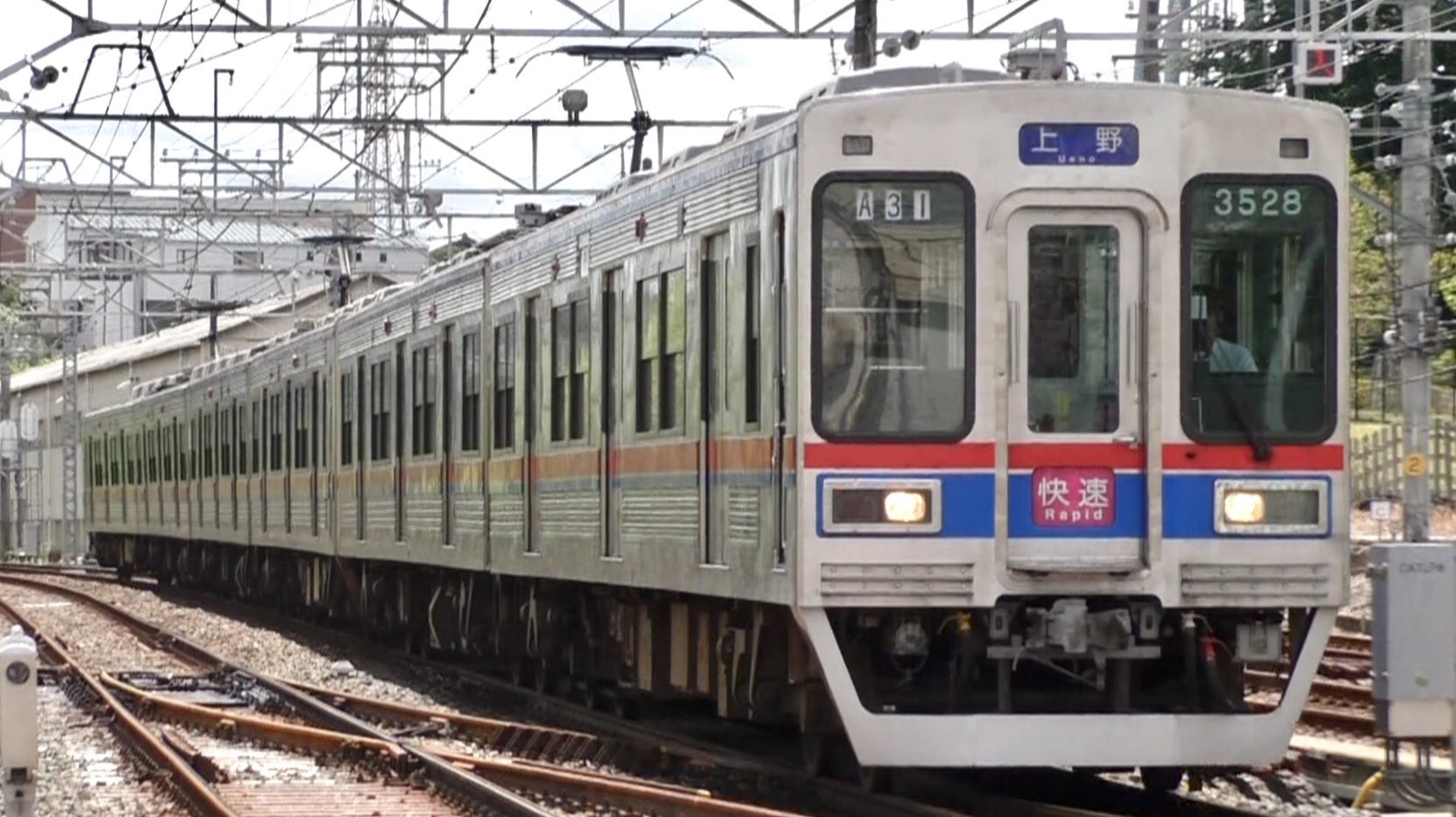
3500型
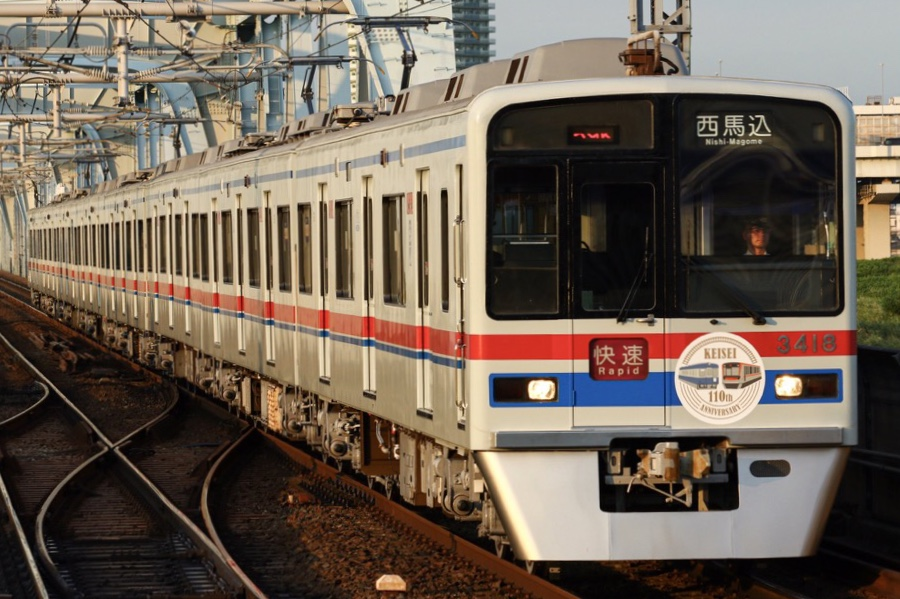
3400型

- AE100型 - 第2代Skyliner用車輛。由於不能對應成田Sky Access，2010年7月17日起只用於「City Liner」。一部分編組於2010年7月17日改點後停止使用，並將編組解體。2015年11月29日後全數停止定期列車運行，2016年2月28日退役。

## 廢除路線、車站
- 白鬚線：向島站～白鬚站（1.4公里） - 1928年4月7日開業，1936年1月27日廢除。車站共有向島、長浦、京成玉之井及白鬚等4站；廢止後曾在向島站舊址（京成本線上）設立都營地下鐵（淺草線）的車庫。
- 谷津支線：京成花輪站（現在的船橋競馬場站）～谷津遊樂園站之間(1.1公里) - 1927年8月21日開業，1931年停止營運，1934年正式廢止。
- 博物館動物園站：位於京成上野站至日暮里站間。1997年停止營運，2004年正式廢止。

## 子公司
- 京成巴士
- 新京成電鐵
- 北總鐵道
- 千葉新城鐵道
- 東葉高速鐵道
- 成田空港交通
- 京成商店
- 東京灣城市交通

## 外部連結
- 京成電鐵官方網站 （页面存档备份，存于）